# Steinheim am Albuch
Steinheim am Albuch is een plaats en gemeente in de Duitse deelstaat Baden-Württemberg met 8.725 inwoners, en maakt deel uit van het Landkreis Heidenheim.
Tot de gemeente behoren onder andere het vijf kilometer ten westzuidwesten van Steinheim gelegen dorp Söhnstetten met 1.500 inwoners en Sontheim met 500 inwoners, wat twee kilometer ten zuiden van Steinheim ligt. De andere gemeentedelen zijn gehuchten met minder dan 100 inwoners. Door de gemeente loopt de Bundesstraße 466 naar de stad Heidenheim an der Brenz. Daar bevindt zich ook het dichtstbij gelegen spoorwegstation.

## Geologie
Steinheim am Albuch ligt in het Bekken van Steinheim, een inslagkrater met een hoogteligging tussen 503 tot 718 meter en een diameter van 3,5 km. Deze krater werd ongeveer 15 miljoen jaar geleden, tijdens het Mioceen door een meteoriet gevormd.
Middenin de krater ligt de plaats Steinheim am Albuch; in het meest zuidelijke gedeelte ervan het tot die gemeente behorende dorpje Sontheim. Te Sontheim staat sinds 1978 een museum, dat aan de krater, zijn geologie en zijn fossielen is gewijd. Slechts 6 km ten oosten van Steinheim am Albuch ligt de stad Heidenheim an der Brenz. In die stad bevindt zich een rotsformatie, de Heidenschmiede (heidense smidse), waaronder in de Oude Steentijd, 70.000 à 50.000 jaar geleden, neandertalers hebben gewerkt. Deze mensen hebben daar veel stenen werktuigen gemaakt, waarvoor ze de grondstof in het Steinheimer Becken hadden verzameld.
Aangenomen wordt dat de meteoriet een onderdeel was van een grotere meteoriet die door zijn inslag hemelsbreed 40 kilometer naar het Noordoosten het Nördlinger Ries vormde. In het midden van het kraterdal ligt de centrale piek van de meteoorkrater die Steinhirt of Klosterberg genoemd wordt. Aan de westelijke voet van de Steinhirt ligt een zandgroeve waarin veel fossielen, vooral van slakken, worden aangetroffen. Deze fossielen zijn door veel paleontologen bestudeerd.
In het kraterdal ontstond niet lang na de inslag een meer dat lang heeft bestaan. Dit voormalige meer wordt tot de langlevende meren gerekend.

## Economie
- In het gehucht Gnannenweiler, dat tot de gemeente behoort, staat een windpark met 8 grote windturbines voor de opwekking van elektriciteit.
- De enige onderneming van betekenis in de gemeente, het in 1955 onder een andere naam opgerichte FYSAM Auto Decorative, is eigendom van een Chinees concern. Het bedrijf maakt en verhandelt auto-onderdelen, met name aluminium sierlijsten e.d.. De hoofdvestiging staat aan de oostkant van Steinheim. Verder heeft het concern nog twee fabrieken elders in Zuid-Duitsland, één in Mexico en één in Slowakije. In de jaren 2018-2022 kwam het bedrijf negatief in het nieuws door enige grote branden en door beschuldigingen van uitbuiting. In de fabrieken, ook de Duitse, zouden Chinese arbeiders voor een laag loon zeer veel meer uren per week hebben moeten werken, dan de CAO en de wet toestaan.
- De landerijen in het kratergebied lenen zich goed voor de teelt van aardappelen.
- De bijzondere geologie en het natuurschoon van de streek doen het toerisme in de gemeente sedert circa 2000 enigszins toenemen.

## Geschiedenis, bezienswaardigheden
Steinheim ontstond in de middeleeuwen, mogelijk al in de 9e eeuw. Sinds de Reformatie in de 16e eeuw is de bevolking overwegend evangelisch-luthers. Historische gebeurtenissen van meer dan plaatselijke betekenis zijn niet overgeleverd. In de omgeving liggen enkele kleine natuurgebieden, zowel binnen als buiten de krater.

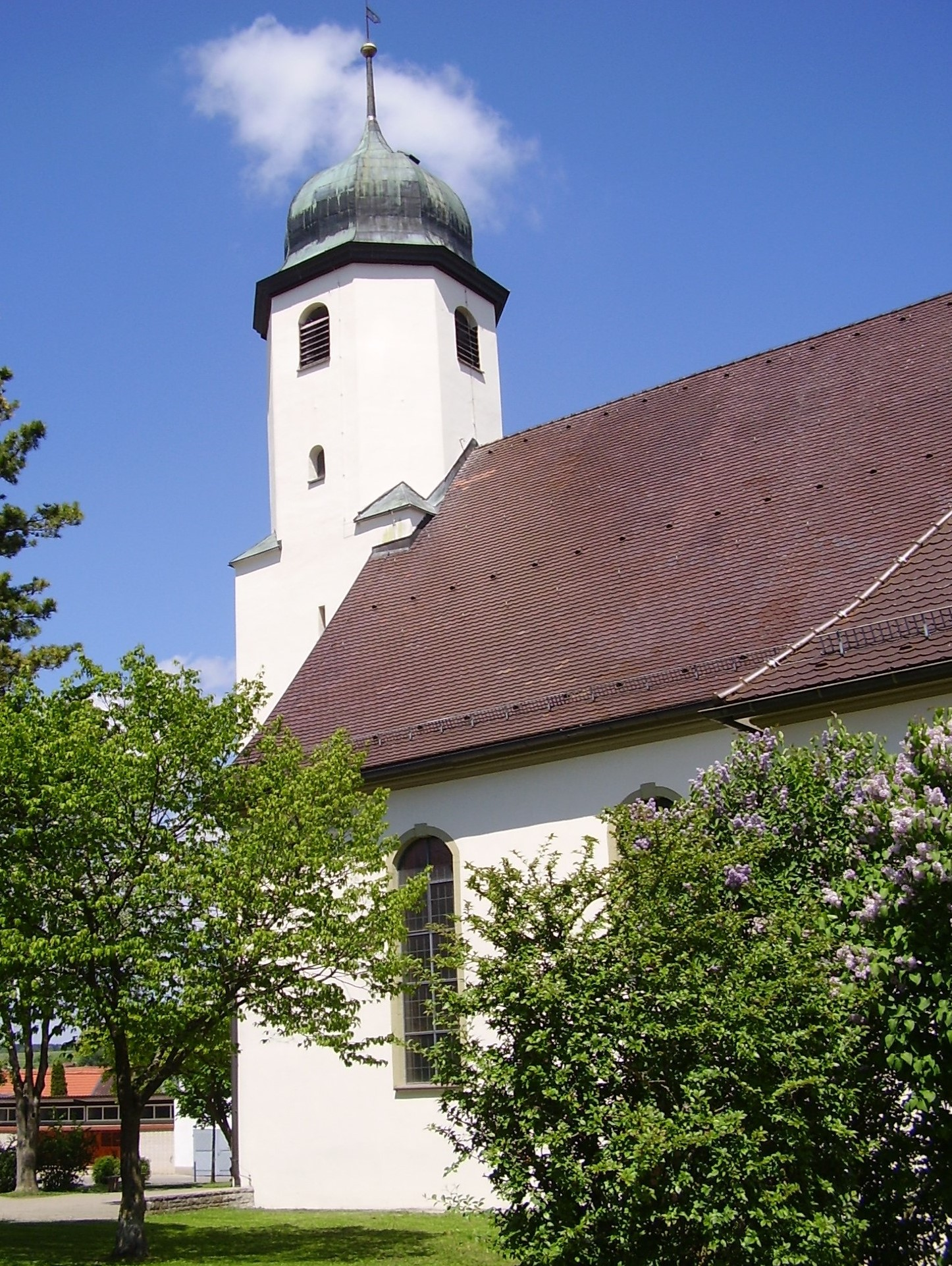
Evang.-lutherse Sint-Peterkerk, Steinheim a.A. (1780)
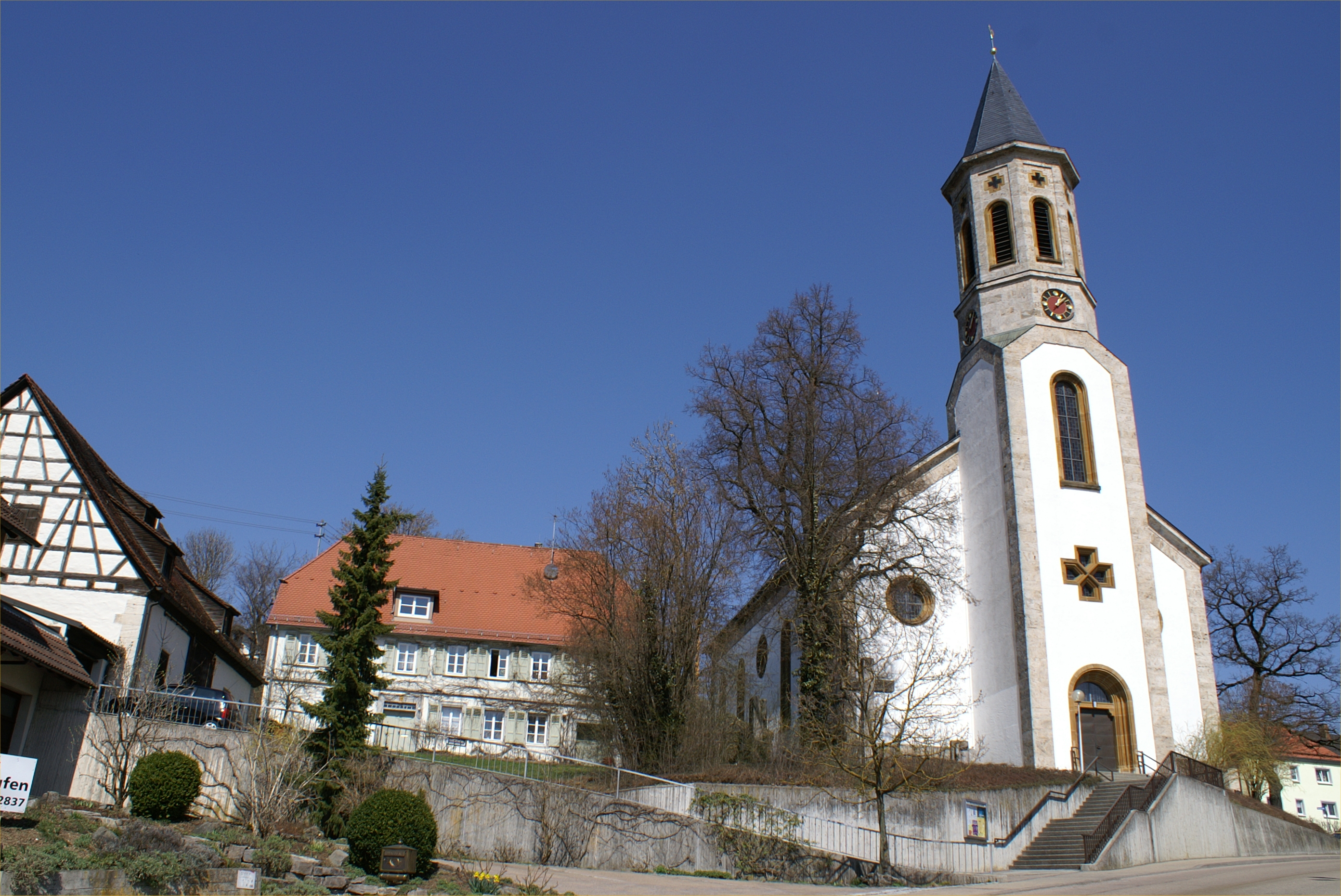
Evang.-lutherse Sint-Maartenskerk, Söhnstetten (1854)
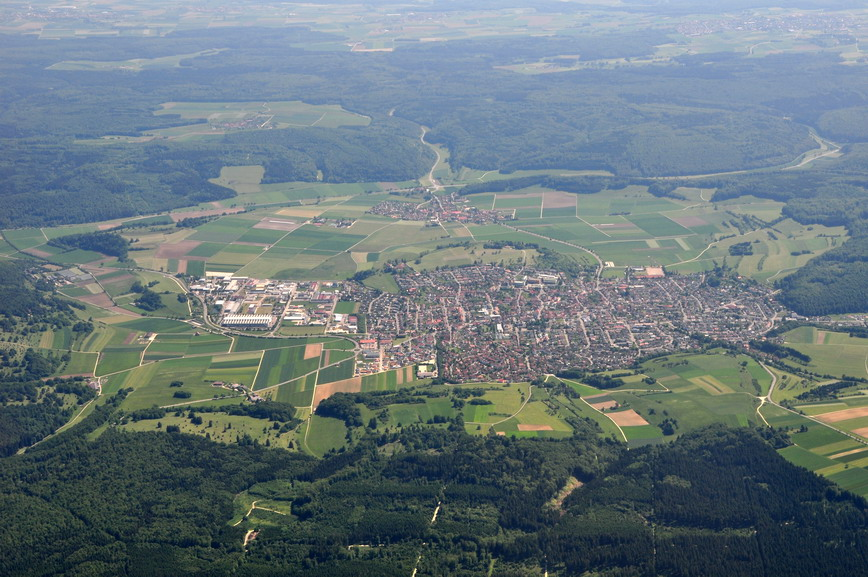
Luchtfoto (het zuiden is boven) van Steinheim en Sontheim (boven)
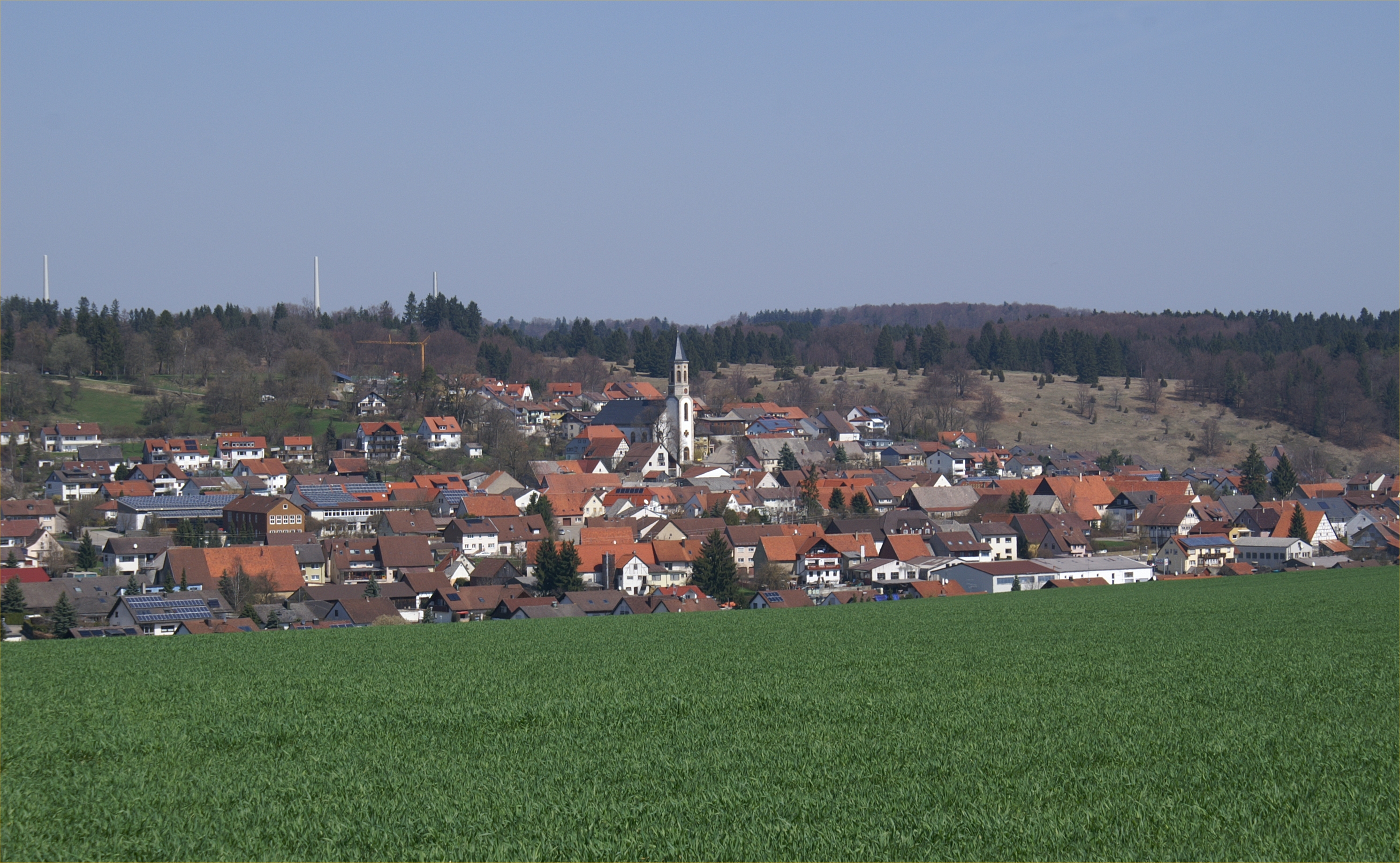
Het dorp Söhnstetten

## Panorama

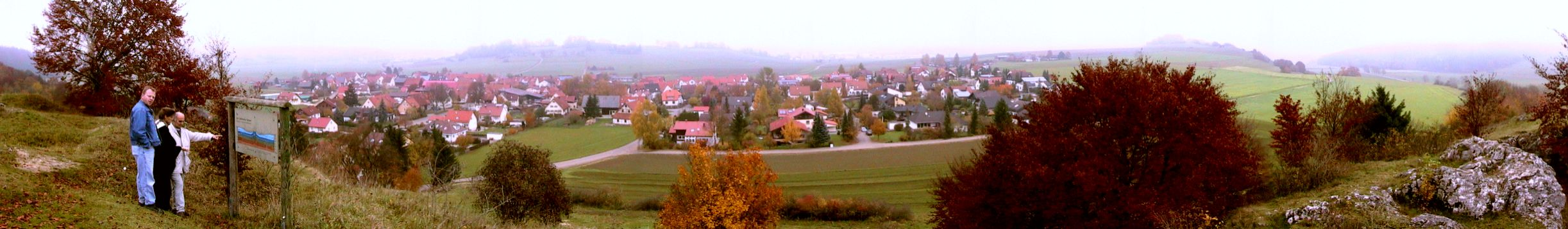
Uitzicht op de zuidelijke kraterrand van het Bekken van Steinheim. Op de achtergrond is de Steinhirt of Klosterberg te zien, de centrale bergpiek van de inslagkrater.

## Stedenbanden
Sedert 1986 onderhoudt de gemeente een jumelage met Colombelles, in Normandië, Frankrijk.